# Brachmaeodera tantilla
Brachmaeodera tantilla  (лат.) — вид златок из подсемейства Polycestinae (триба Acmaeoderini).

## Описание
Встречаются в Африке: ЮАР. 

## Систематика
Единственный вид рода Brachmaeodera. Таксон Brachmaeodera также рассматривался как подрод в составе рода Acmaeodera (Holm and Schoeman, 1999).
- род Brachmaeodera Volkovitsh and Bellamy, 1992
  - вид Brachmaeodera tantilla Kerremans, 1906 (=Acmaeodera tantilla)